# کورونی
کورونی (به لاتین: Koroni) یک شهرک در یونان است که در Pylos-Nestor واقع شده‌است.